# فرودگاه ساندنس مدوز
فرودگاه ساندنس مدوز (به انگلیسی: Sundance Meadows Airport) یک فرودگاه خصوصی است که یک باند فرود چمن و شن دارد و طول باند آن ۱۰۵۱ متر است. این فرودگاه در کشور ایالات متحده آمریکا قرار دارد و در ارتفاع ۱۱۷۳ متری از سطح دریا واقع شده است.